# Rokytov pri Humennom
Rokytov pri Humennom (in tedesco Rokitau, in ungherese Homonnarokitó) è un comune della Slovacchia facente parte del distretto di Humenné, nella regione di Prešov.